# Owczary (gromada)
Owczary – dawna gromada, czyli najmniejsza jednostka podziału terytorialnego Polskiej Rzeczypospolitej Ludowej w latach 1954–1972.
Gromady, z gromadzkimi radami narodowymi (GRN) jako organami władzy najniższego stopnia na wsi, funkcjonowały od reformy reorganizującej administrację wiejską przeprowadzonej jesienią 1954 do momentu ich zniesienia z dniem 1 stycznia 1973, tym samym wypierając organizację gminną w latach 1954–1972.
Gromadę Owczary z siedzibą GRN w Owczarach utworzono – jako jedną z 8759 gromad na obszarze Polski – w powiecie oławskim w woj. wrocławskim, na mocy uchwały nr 24/54 WRN we Wrocławiu z dnia 2 października 1954. W skład jednostki weszły obszary dotychczasowych gromad Owczary, Kłosów, Bryłów i Jaworów ze zniesionej gminy Oleśnica Mała w tymże powiecie. Dla gromady ustalono 12 członków gromadzkiej rady narodowej.
1 stycznia 1960 gromadę zniesiono, a jej obszar włączono do znoszonej gromady Oleśnica Mała w tymże powiecie.